# Rosalía León Oviedo
Rosalía León Oviedo (Ciudad de México, 14 de julio de 1974) es una cantante, intérprete, exactriz y compositora mexicana, se dio a conocer mediante el reality show de Televisión Azteca La Academia en la segunda generación, en 2003, donde obtuvo el quinto lugar de la competencia de canto.
En 2003, luego de participar en La Academia lanzó su segunda producción discográfica —Rosalía León—, con Sony Music, la cual alcanzó más de 50,000 copias vendidas en el mercado, contando con la certificación de disco de oro en México.
En 2016, ganó el premio a la Mejor canción popular en el Concurso Internacional de Cantautores de Costa Rica, con el tema «Casi creo».
En 2023, fue nominada a los Latin Grammy en Sevilla, España por el tema «Casi creo que te quedas».
Actualmente se dedica a la música en el género World Music.

## Biografía
Rosalía León Oviedo nació el 14 de julio de 1974 en la Ciudad de México, tiempo después emigró a los Estados Unidos, en el estado de California, contrae nupcias a los 18 años, en 2001 lanzó su primer disco Drems, de estilo World Music, en 2002 realizó el casting de La Academia de Televisión Azteca donde fue elegida entre los participantes, en este llegó a la gran final y obtuvo el quinto lugar del programa.
Después de su participación incursionó como actriz en la telenovela Dos chicos de cuidado en la ciudad, a lado de Víctor García y Raúl Sandoval, y a la par también participa en Desafío de estrellas.
Luego de su paso por Desafío de estrellas lanza su segunda producción discográfica homónima de género regional mexicano, bajo la discográfica Sony Music Entertaiment, de este se derivó el primer sencillo «No te me acerques así». Su disco alcanzó más de 50,000 copias vendidas en el país, obteniendo la certificación de disco de oro.
En 2006, participó en la segunda edición de Desafío de estrellas donde obtuvo menos popularidad, preparó su siguiente material discográfico de estilo duranguense, el cual no se concretó.
En 2009, participa en la tercera edición de nombre El gran desafío de estrellas como Banda Mix. Para 2010 se le otorgó participar en Segunda oportunidad pero no se concretó.
Se ausenta de los medios de televisión, hasta 2012 que publica su tercer discográfico Alegorías.
En 2017, lanza su cuarto disco y su segunda producción discográfica de estilo musical World Music, Más alto, este alcanzó popularidad en las listas de Mixup y en 2018 lanza el sencillo «Casi creo que te quedas» con Eugenia León y Sergio Vallín, del mismo género.
En 2018, ofrece un concierto en Cuba, donde se grabó en vivo una producción discográfica.
En 2020, participó en el álbum de Eugenia León A los 4 vientos con el tema ¡Vivan las mujeres!.
En 2024, lanza su sexto álbum Cantamencanto.

## Discografía

### Álbumes de estudio
- Dreams (2001)
- Rosalía León (2003)
- Alegorías (2012)
- Más alto (2017)
- Acústico eléctrico (2020)
- Cantamencanto (2024)

### Álbumes en vivo
- México te canto desde Cuba; «El concierto» (2021)
- México te canto desde Cuba Vol. 1; «De mi folclor» (2021)
- México te canto desde Cuba Vol. 2; «De nuestro folclor» (2021)

### Sencillos
- No te me acerques así (2003)
- Casi creo que te quedas (2018)
- Bolero (2024)
- ¡Ay de mí! (2024)
- Ramona (2024)
- Monarcas las mariposas (2024)

## Otros proyectos

### Telenovelas y series
- Dos chicos de cuidado en la ciudad (2003)
- La vida es una canción (2004) - 2 episodios
- Lo que callamos las mujeres (2008-2009) - 5 episodios
- A cada quien su santo (2009) - 2 episodios

### Programas de televisión
- La Academia (2002-2003) - Participante (5.° lugar)
- Desafío de estrellas (2003, 2006) - Participante (Eliminada)
- Homenaje a (2003) - Participante
- El gran desafío de estrellas (2009) - Participante

### Nominaciones
- Concurso internacional de cantautores de Costa Rica: Mejor canción popular (2016) Ganadora
- Premios Latin Grammy Sevilla (2023)